# Павел Пеньонжек
Павел Пеньонжек (пол. Paweł Pieniążek; нар. 1989) — польський журналіст і воєнний кореспондент. Писав про збройні конфлікти в Україні, Сирії, Іраку та Афганістані.

## Життєпис
Вивчав українознавство та євразієзнавство у Варшавському університеті, півроку навчався в Українському католицькому університеті.
Почав писати про Україну як журналіст ще до Майдану. Під час висвітлення подій 1 грудня 2013 року під Адміністрацією президента його побили.
Був одним із перших журналістів, які опинилися на місці катастрофи рейсу Malaysia Airlines 17.
У 2015 році отримав стипендію Пойнтера в галузі журналістики в Єльському університеті.
Передмову до англомовного перекладу його книги «Вітання з Новоросії» написав Тімоті Снайдер.
Працює штатним журналістом журналу Tygodnik Powszechny. Також публікувався в Газеті Виборчій, Newsweek, Polityka, Krytyka Polityczna та ін.

## Книжки
- Pozdrowienia z Noworosji. Warszawa: Wydawnictwo Krytyki Politycznej, 2015 (ISBN 978-83-64682-29-2)
  - Greetings from Novorossiya. Eyewitness to the War in Ukraine. Pittsburgh: University of Pittsburgh Press, 2017
- Wojna która nas zmieniła. Warszawa: Wydawnictwo Krytyki Politycznej, 2017 (ISBN 978-83-65369-84-0)
  - Рецензія: Олег Гринчук. Зайві слова на війні небезпечні [Архівовано 22 грудня 2021 у Wayback Machine.] // Zbruč, 21 вересня 2017.
- Po kalifacie. Nowa wojna w Syrii. Wołowiec: Wydawnictwo Czarne, 2019 (ISBN 978-83-8049-887-7)